# Макаров, Константин Иванович
Мака́ров Константи́н Ива́нович — путиловский рабочий, член РСДРП с 1916 года.
С мандатом подписанным В. И. Лениным был направлен на партийную работу в Звенигородский уезд.
Избирался членом президиума уездного комитета РСДРП, комиссаром по продовольствию Якунинской волости.
В середине марта 1918 года, являясь комендантом Саввино-Сторожевского монастыря, произвёл первое вскрытие мощей преподобного Саввы Сторожевского, ставшее причиной «звенигородского мятежа». Это был первый случай вскрытия святых мощей советской властью.
Погиб 15 мая 1918 года во время контрреволюционного выступления кулаков и монахов.
Его имя носит одна из улиц Звенигорода, установлена мемориальная доска.